# Blauwe Sluis (Drimmelen)
Blauwe Sluis is een Nederlandse buurtschap  in de Noord-Brabantse gemeente Drimmelen. Blauwe Sluis ligt langs de Bloemendaalse Zeedijk in de polder tussen Zevenbergschen Hoek (gemeente Moerdijk) en Lage Zwaluwe, vlak bij de polderbuurtschap Strooiendorp. 
Blauwe Sluis telt enkele tientallen inwoners, maar wordt door de gemeente wel erkend als aparte kern, tot blijdschap van de inwoners. Tot 1997 wilde het namelijk nog weleens gebeuren dat het tot Lage Zwaluwe werd gerekend. De gemeente Hooge en Lage Zwaluwe ging in dat jaar op in de nieuwe gemeente Made, die later Drimmelen zou gaan heten.
Voor winkels en voorzieningen zijn de inwoners aangewezen op de omliggende plaatsen.

## Historie

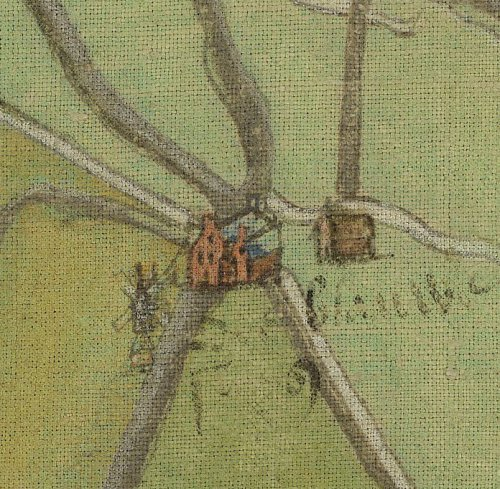
Blauwe-sluis zoals te zien op de kaart van Pieter Sluyter uit 1560

Het ontstaan van het gehucht Blauwe Sluis is te herleiden tot de hernieuwde inpoldering na de Sint Elizabethsvloed. De heer van Zevenbergen Cornelis van Bergen begon begin 16de eeuw hiermee. Om dit te realiseren waren nieuwe spuisluizen nodig. Waarschijnlijk is Blauwe sluis de eerste aangelegde sluis geweest die al in 1495 gerealiseerd was . De naam Blauwe sluis zou duiden op het gebruik van blauwe hardsteen ook wel Naamse steen genoemd. Omdat meerdere dergelijke sluizen gebouwd zijn in Nederland komt de plaatsnaam Blauwe Sluis ook meerdere keren voor. Zo bestaan er gehuchten met dezelfde naam nabij Steenbergen en Druten in Gelderland.
Op een kaart uit 1560 van de verdronken Groote Waard gemaakt door Pieter Sluyter en nog duidelijker op een latere kopie uit 1607 van de hand van Cornelis Sluijter is Blauwe sluis te zien als “Den Blauewe Sluis”, met mogelijke stenen bebouwing en een windmolen. Op deze kaart zijn huidige (grotere) woonkernen zoals Zevenbergschen Hoek en Moerdijk nog niet aanwezig. De Blauwe sluis is lange tijd de buitensluis geweest voor afwatering van wat nu de Grote Zonzeelse polder is maar heeft later deze functie verloren. In Statistiek Tableau der Polders in Noord-Braband uit 1843 door A. de Geus en E.C.B. van Rappard , wordt gemeld:
“Vermoedelijjk is de zoogenaamde Blaauwesluis tot 1650 (het tijdstip der bedijking van den Roijalenpolder) buitensluis van dezen [Zonzeelse]Polder geweest; door dezelve en verder door de tusschen kaden beslotene 's Heerenhuisvliet, vloeit thans nog het water van het hooge gedeelte des Polders naar de sluis aan 's Heerenhuis, waarom dan ook gezegde Blaauwesluis, benevens de Vliet tot aan den Kikvorsch, door den onderhavigen Zonzeelschen Polder wordt onderhouden. Gemelde Blaauwesluis is, door middel van een tusschenstijl, in twee gelijken openingen, ieder wijd 2.62 el en voorzien van eene drijfdeur, verdeeld. De hoogte van den ouden dijk boven deze sluis is nagenoeg 3.85 el boven A.P.”
In het Aardrijkskundig woordenboek der Nederlanden uit 1854 door Abraham Jacob van der Aa  blijkt dat Blauwe sluis toen ook wel “Elderens” genoemd werd. Dit is een verwijzing naar de nabijgelegen Elderenspolder. Verder staat vermeld:
“Gehught in de heerlijkheid Zevenbergen telt 210 inw. De steenen sluis welke hier ligt is wijd 4.66 el; de slagbalk ligt op 1.58 el onder A.P.”

## Media
- Omroep Drimmelen (radio- en televisiezender, kabelkrant en internet)
- Weekblad 't Carillon